# Llei de prevenció d'activitats il·legals
La Llei de prevenció d'activitats il·legals (abreviat com a UAPA de l'anglès Unlawful Activities (Prevention) Act) és una llei índia destinada a prevenir associacions d'activitats il·legals a l'Índia. El seu principal objectiu era posar a l'abast competències per fer front a activitats dirigides contra la integritat i la sobirania de l'Índia.
El Consell d'Integració Nacional (NIC) va nomenar un Comitè d'Integració i Regionalització Nacional per examinar l'aspecte de posar restriccions raonables en interès de la sobirania i la integritat de l'Índia. L'agenda del NIC es limitava al comunalisme, al castisme i al regionalisme i no al terrorisme. D'acord amb l'acceptació de les recomanacions del Comitè, es va promulgar la llei de la Constitució (setzena esmena) de 1963 per imposar, per llei, restriccions raonables en interès de la sobirania i la integritat de l'Índia. El govern dirigit pel Partit Bharatiya Janata va afirmar que era per aplicar les disposicions de la Llei de 1963, així la Llei de prevenció d'activitats il·legals es va introduir al Parlament. No obstant això, les disposicions d'aquesta llei contravenen els requisits del Pacte Internacional de Drets Civils i Polítics.

## Modificació del mecanisme de la Llei de prevenció d'activitats il·legals de 2019
Normalment, la policia té entre 60 i 90 dies per investigar un cas i presentar un full de càrrecs en cas que l'acusat pugui obtenir la fiança predeterminada. Tanmateix, segons l'UAPA, aquest temps previ al full de càrrecs s'amplia a 180 dies. A més, les regles normals de fiança no s'apliquen a un acusat en virtut de la 43(d)5 de l'UAPA.

## Críticisme
Tot i que el Govern va afirmar que la llei li donaria el poder per investigar els atacs terroristes contra l'Índia, els partits de l'oposició el van qualificar de draconià. L'oposició va afirmar que el projecte de llei no contenia cap disposició per evitar un ús indegut. Concretament, es va criticar el poder d'etiquetar un individu com a terrorista abans de ser demostrat culpable en un procés. Els crítics de la llei consideren que les definicions de "terrorista", "com una amenaça" i "és probable que provoqui terror" són molt àmplies i estan obertes al mal ús per part de la policia, ja que la càrrega de la prova d'innocència recau sobre l'acusat. Se cita l'exemple de Gaur Chakraborty, entre d'altres, en què va passar set anys a la presó esperant el judici on va ser absolt de tots els càrrecs, així la presó abans i durant el judici ja va suposar un càstig.